# Gran Premio d'Olanda 1966
Il Gran Premio d'Olanda 1966 fu una gara di Formula 1, disputatasi il 24 luglio 1966 sul Circuito di Zandvoort. Fu la quinta prova del mondiale 1966 e vide la vittoria di Jack Brabham su Brabham-Repco, seguito da Graham Hill e da Jim Clark.

## Qualifiche
| Pos | N. | Pilota          | Costruttore              | Scuderia                    | Tempo  | Distacco |
| --- | -- | --------------- | ------------------------ | --------------------------- | ------ | -------- |
| 1   | 16 | Jack Brabham    | BrabhamBT19-Repco        | Brabham Racing Organisation | 1:28.1 | -        |
| 2   | 18 | Denny Hulme     | Brabham BT20-Repco       | Brabham Racing Organisation | 1:28.7 | +0.6     |
| 3   | 6  | Jim Clark       | Lotus 33-Climax 2L       | Team Lotus                  | 1:28.7 | +0.6     |
| 4   | 10 | Dan Gurney      | Eagle T1F-Climax 2,7L    | Anglo American Racers       | 1:28.8 | +0.7     |
| 5   | 4  | Mike Parkes     | Ferrari 312              | Scuderia Ferrari SpA SEFAC  | 1:29.0 | +0.9     |
| 6   | 26 | Jochen Rindt    | Cooper T81-Maserati      | Cooper Car Company          | 1:29.2 | +1.1     |
| 7   | 12 | Graham Hill     | BRM P261 2L              | Owen Racing Organisation    | 1:29.7 | +1.6     |
| 8   | 14 | Jackie Stewart  | BRM P261 2L              | Owen Racing Organisation    | 1:29.8 | +1.7     |
| 9   | 2  | Lorenzo Bandini | Ferrari 312              | Scuderia Ferrari SpA SEFAC  | 1:30.0 | +1.9     |
| 10  | 24 | John Surtees    | Cooper T81-Maserati      | Cooper Car Company          | 1:30.6 | +2.5     |
| 11  | 28 | Jo Siffert      | CooperT81-Maserati       | RRC Walker Racing Team      | 1:31.1 | +3.0     |
| 12  | 32 | Mike Spence     | Lotus 25/33-BRM          | Reg Parnell Racing          | 1:31.4 | +3.3     |
| 13  | 30 | Jo Bonnier      | CooperT81-Maserati       | Joakim Bonnier Racing Team  | 1:31.7 | +3.6     |
| 14  | 20 | Bruce McLaren   | McLaren M2B-Serenissima  | Bruce McLaren Motor Racing  | 1:31.7 | +3.6     |
| 15  | 34 | Bob Anderson    | Brabham BT11-Climax 2,7L | DW Racing Entreprises       | 1:32.0 | +3.9     |
| 16  | 8  | Peter Arundell  | Lotus 25-BRM 2L          | Team Lotus                  | 1:32.0 | +3.9     |
| 17  | 36 | Guy Ligier      | Cooper T81-Maserati      | Privato                     | 1:35.0 | +6.9     |
| 18  | 38 | John Taylor     | Brabham BT11-BRM 2L      | David Bridges               | 1:35.7 | +7.6     |

## Gara
| Pos | N. | Pilota          | Costruttore/Motore       | Giri | Tempo/Ritiro       | Griglia | Punti |
| --- | -- | --------------- | ------------------------ | ---- | ------------------ | ------- | ----- |
| 1   | 16 | Jack Brabham    | BrabhamBT19-Repco        | 90   | 2:20:32.5          | 1       | 9     |
| 2   | 12 | Graham Hill     | BRM P261 2L              | 89   | + 1 Giro           | 7       | 6     |
| 3   | 6  | Jim Clark       | Lotus 33-Climax 2L       | 88   | + 2 Giri           | 3       | 4     |
| 4   | 14 | Jackie Stewart  | BRM P261 2L              | 88   | + 2 Giri           | 8       | 3     |
| 5   | 32 | Mike Spence     | Lotus 25/33-BRM          | 87   | + 3 Giri           | 12      | 2     |
| 6   | 2  | Lorenzo Bandini | Ferrari 312              | 87   | + 3 Giri           | 9       | 1     |
| 7   | 30 | Jo Bonnier      | CooperT81-Maserati       | 84   | + 6 Giri           | 13      |       |
| 8   | 38 | John Taylor     | Brabham BT11-BRM 2L      | 84   | + 6 Giri           | 18      |       |
| 9   | 36 | Guy Ligier      | Cooper T81-Maserati      | 84   | + 6 Giri           | 17      |       |
| Rit | 28 | Jo Siffert      | CooperT81-Maserati       | 79   | Motore             | 11      |       |
| Rit | 34 | Bob Anderson    | Brabham BT11-Climax 2,7L | 7    | Sospensioni        | 15      |       |
| Rit | 24 | John Surtees    | Cooper T81-Maserati      | 44   | Problema elettrico | 10      |       |
| Rit | 18 | Denny Hulme     | Brabham BT20-Repco       | 37   | Accensione         | 2       |       |
| Rit | 8  | Peter Arundell  | Lotus 25-BRM 2L          | 28   | Accensione         | 16      |       |
| Rit | 10 | Dan Gurney      | Eagle T1F-Climax 2,7L    | 26   | Perdita olio       | 4       |       |
| Rit | 4  | Mike Parkes     | Ferrari 312              | 10   | Incidente          | 5       |       |
| Rit | 26 | Jochen Rindt    | Cooper T81-Maserati      | 2    | Incidente          | 6       |       |
| DNS | 20 | Bruce McLaren   | McLaren M2B-Serenissima  |      |                    | 14      |       |

## Statistiche

### Piloti
- 10ª vittoria per Jack Brabham
- 1º giro più veloce per Denny Hulme

### Costruttori
- 5° vittoria per la Brabham
- 100º Gran Premio per la Cooper

### Motori
- 3ª vittoria per il motore Repco

### Giri al comando
- Jack Brabham (1-26, 76-90)
- Jim Clark (27-75)

## Classifiche Mondiali

### Piloti
| Pos | Pilota          | Punti |
| --- | --------------- | ----- |
| 1   | Jack Brabham    | 30    |
| 2   | Graham Hill     | 14    |
| 3   | Jackie Stewart  | 12    |
| 4   | Jochen Rindt    | 11    |
|     | Lorenzo Bandini | 11    |
| 6   | Denny Hulme     | 10    |
| 7   | John Surtees    | 9     |
| 8   | Jim Clark       | 7     |
| 9   | Mike Parkes     | 6     |
| 10  | Bob Bondurant   | 3     |
| 11  | Richie Ginther  | 2     |
|     | Mike Spence     | 2     |
|     | Dan Gurney      | 2     |
| 14  | John Taylor     | 1     |
|     | Bruce McLaren   | 1     |

### Costruttori
| Pos | Costruttore         | Punti |
| --- | ------------------- | ----- |
| 1   | Brabham-Repco       | 30    |
| 2   | Ferrari             | 22    |
| 3   | BRM                 | 19    |
| 4   | Cooper-Maserati     | 11    |
| 5   | Lotus-Climax        | 7     |
| 6   | Eagle-Climax        | 2     |
|     | Lotus-BRM           | 2     |
| 8   | Brabham-BRM         | 1     |
|     | McLaren-Serenissima | 1     |